# Éphrem Ier
Éphrem Ier était patriarche de l'Église copte orthodoxe d'Alexandrie du 19 septembre 975 au 2 décembre 978. 

## Contexte
Éphrem parfois nommé Abraham, d'origine syrienne, est considéré comme saint par l'Église copte orthodoxe. Il est le contemporain de Simon le Tanneur et du calife fatimides Al-Muizz li-Dîn Allah.